# Uvaria gabonensis
Uvaria gabonensis är en kirimojaväxtart som beskrevs av Adolf Engler och Friedrich Ludwig Diels. Uvaria gabonensis ingår i släktet Uvaria och familjen kirimojaväxter. Inga underarter finns listade i Catalogue of Life.